# سی‌تری‌پی‌او
سی‌تری‌پی‌او (به انگلیسی: C-3PO) شخصیتی خیالی در مجموعه حماسی و تخیلی جنگ ستارگان است. این «دروید» یا روبات هوشمند به دست آناکین اسکای‌واکر کودک و در طی ماجراهای اپیزود اول: تهدید شبح ساخته می‌شود. سی‌تری‌پی‌او یک دروید تشریفاتی و ارتباطی است و چنانکه خود ادعا می‌کند به بیش از شش میلیون زبان آشنایی دارد. برنامه‌ریزی او به گونه‌ای است که به ارباب خود به شدت وفادار است. سی‌تری‌پی‌او از معدود شخصیت‌هایی است که در تمامی نه اپیزود جنگ ستارگان همچون دروید همراهی کننده‌اش آرتودی‌تو حضور دارد. در هشت فیلم این مجموعه ایفاگر نقش او آنتونی دنیلز است.
اولین ارباب او، آناکین اسکای‌واکر است. اما زمانی که آناکین برای آموختن راه و رسم جدایها تاتویین را ترک می‌کند، سی‌تری‌پی‌او نزد مادر او باقی می‌ماند.
در اپیزود دوم: حمله کلون‌ها، بعد از اینکه آناکین و پدمه برای نجات مادر آناکین به تاتوئین می‌روند، سی‌تری‌پی‌او به دنبال سازنده خود به راه می‌افتد و با آنها به سیاره جئونوسیس می‌رود و برای نخستین بار شاهد یک نبرد می‌شود.
بعد از ماجراهای اپیزود سوم: انتقام سیت و گرایش آناکین به جنبه تاریک نیرو، خاطرات سی‌تری‌پی‌او توسط بازماندگان وفادار به جمهوری از ذهن او پاک می‌شود.

## نکات قابل توجه
- بازیگر نقش سی‌تری‌پی‌او، آنتونی دانیلز، چندین بار در نقش‌های متفاوت در مجموعه جنگ ستارگان حضور می‌یابد. از جمله در "حملهٔ کلون‌ها" و "انتقام سیث". برای مثال در سیاره کوروسانت در لباس یک سروان جلوی بار ایستاده است یا در صحنهٔ اپرا در قسمت سوم نیز حضور دارد.
- C3PO نام منطقه پستی محل زندگی جورج لوکاس است. کد آن C3 می‌باشد. (C3PO = C-3 Post Office)
- سی‌تری‌پی‌او و آرتودی‌تو تنها شخصیت‌هایی هستند که از هر نه اپیزود جان سالم به در می‌برند.